# Каоколенд
Каоколенд се нарича бивш бантустан в Югозападна Африка (днешна Намибия) създаден от проапартейдското правителство с цел управлението на местните жители от племето химба.
Площта на бантустана е 48 982 km2, а населението наброявало около 5000 души. Административен център е бил град Опуво.
Каоколенд подобно на останалите девет бантустана в Югозападна Африка е закрит през май 1989 г. успоредно с обявяване на независимостта на Намбия. Днес бившия бантустан е част от регион Кунене.